# Trox vimmeri
Trox vimmeri is een keversoort uit de familie beenderknagers (Trogidae). De wetenschappelijke naam van de soort is voor het eerst geldig gepubliceerd in 1931 door Balthasar.